# Лагно, Екатерина Александровна
Екатери́на Алекса́ндровна Лагно́ (укр. Катерина Олександрівна Лагно; род. 27 декабря 1989, Львов) — российская, ранее украинская шахматистка, гроссмейстер (2007). Двукратная чемпионка Европы (2005, 2008), вице-чемпионка мира (2018), трёхкратная чемпионка мира по блицу (2010, 2018, 2019), чемпионка мира по быстрым шахматам (2014) и вице-чемпионка Европы по блицу (2017). Победительница международного онлайн-турнира по блицу памяти Стейница (2020).
В составе женской команды Украины — победительница шахматной олимпиады в Турине (2006),командного чемпионата мира в Астане (2013) и командного чемпионата Европы в Варшаве (2013).
В составе женской команды России: победительница командного чемпионата мира (Ханты-Мансийск, 2017; Ситжес, 2021), шахматной олимпиады в Тромсё (2014) и командных чемпионатов Европы (Рейкьявик, 2015; Крит, 2017; Батуми, 2019; Чатеж-об-Сави, 2021).
Научилась играть в шахматы в двухлетнем возрасте. Выполнив норму гроссмейстера среди женщин в 12 лет и 4 месяца, стала самым молодым гроссмейстером среди женщин за всю историю шахмат, попала в книгу рекордов Гиннесса. В 2003 году выполнила первую норму гроссмейстера среди мужчин, в 2007 году, в возрасте 17 лет, стала гроссмейстером.
Заслуженный мастер спорта Украины. Имеет награды России: медаль ордена «За заслуги перед Отечеством» I степени (2019) и орден Дружбы (2021).

## Карьера
Родилась во Львове. В 2000 году переехала в город Краматорск. Позже переехала в Донецк. 3 раза подряд становилась чемпионом Украины среди девочек до 10 лет (1997—1999), и 3 раза подряд — чемпионом Украины среди девочек до 12 лет (1999—2001).
Первый крупный международный успех пришёл к Лагно в 2005 году, когда в возрасте 15 лет она стала чемпионкой Европы среди женщин.
В 2006 году выполнила последнюю норму гроссмейстера, выиграв шестой Кубок Северного Урала — крупный женский международный турнир в Краснотурьинске. В этом же году в составе украинской сборной стала победителем шахматной олимпиады в Турине.
В 2008 году Лагно второй раз стала чемпионкой Европы по шахматам среди женщин в болгарском Пловдиве.
В 2009 году вышла замуж за Робера Фонтена, французского шахматиста и тележурналиста, и переехала во Францию, продолжая выступать за Украину. После рождения сына Лагно стала чемпионкой мира по блицу среди женщин в 2010 году. Впоследствии брак распался.
В 2012 году на 40-й шахматной олимпиаде в Стамбуле завоевала бронзовую медаль в индивидуальном зачёте за выступление на первой доске.
В апреле 2014 стала чемпионкой мира по быстрым шахматам среди женщин, набрав 10,5 очков из 15 и победив на тай-бреке Александру Костенюк.
В марте появилась информация, что Лагно подала документы на получение российского гражданства и собирается в дальнейшем выступать за Россию. Федерация шахмат Украины подала протест против перехода спортсменки под российскую юрисдикцию. 11 июля 2014 года президентский совет ФИДЕ разрешил переход. Лагно о своем переходе сказала: «Для меня, наполовину русской, разговаривающей на русском языке и просто помнящей нашу историю, Россия так же близка, как и Украина. Единственное, что хотела бы подчеркнуть — мой переход никак не связан с политической ситуацией в Украине». Указ о приёме Лагно в гражданство России был опубликован 22 июля 2014 года.
В августе 2014 года вошла в состав сборной России на 41-й шахматной олимпиаде в Тромсё, где 14 августа стала победительницей женского командного турнира.
На май 2016 года имела рейтинг 2529 и входила в десятку сильнейших шахматисток мира.
В ноябре 2018 года дошла до финала чемпионата мира в Ханты-Мансийске, где уступила (на тай-брейке) действующей чемпионке мира китаянке Цзюй Вэньцзюнь.
На ноябрь 2018 года рейтинг 2556 стал наибольшим среди шахматисток России.
30 декабря 2018 года второй раз стала чемпионкой мира по блицу.
1 апреля 2019 года Владимир Путин подписал указ о награждении Екатерины Лагно медалью ордена «За заслуги перед Отечеством» I степени «за успешное выступление спортивной команды Российской Федерации на чемпионате мира по быстрым шахматам и блицу в 2018 году в Санкт-Петербурге».
30 декабря 2019 года в третий раз стала чемпионкой мира по блицу.
17 мая 2020 года выиграла международный онлайн-турнир по блицу памяти Стейница, обыграв в финале китаянку Лэй Тинцзе.
В конце 2024 года заняла третье место и в рапиде и в блице на чемпионате мира по быстрым шахматам и блицу.

## Личная жизнь
Была замужем за французским гроссмейстером Робером Фонтеном.
Сейчас замужем за Александром Грищуком, в семье четверо детей.

## Изменения рейтинга
| Графики недоступны из-за технических проблем. См. информацию на Фабрикаторе и на mediawiki.org. |